# 왕문
왕문(王門, ? ~ ?)은 중국 후한 말의 무장이다.

## 생애
본래 공손찬(公孫瓚)을 섬겼으나, 원소(袁紹)에게 투항하고 군사 만여 명을 거느려 공손찬의 부하 전예(田豫)가 다스리는 동주현(東州縣)을 공격하였다.
전예는 병사들이 투항하려 하자, 성에 올라 왕문에게 말하였다.
| “ | 그대는 공손씨의 은혜를 입고도 떠났으나, 이에는 부득이한 사정이 있기 때문이라 생각하오. 그러나 다시 돌아와 공격을 하니, 한낱 배신자에 지나지 않음을 이제야 알았소. 대저 보잘것 없는 지혜를 가진 자라도 자기 것을 지키며 쉽게 내어주지 않는 법이며, 나는 이곳을 지키는 임무를 맡았소. 어찌 속히 공격하지 않는 것이오? | ” |

전예의 말을 들은 왕문은 부끄러워하며 물러갔다.